# Amblypygi
Amblypygi là một bộ động vật không xương sống thuộc lớp Arachnida, trong phân ngành Chelicerata của ngành Arthropoda. Đến năm 2003, 5 họ, 17 chi và khoảng 155 loài đã được phát hiện. Chúng được tìm thấy trong khu vực nhiệt đới và cận nhiệt đới trên toàn thế giới. Một số loài sống dưới đất, nhiều loài là về đêm.

## Chi
Các chi sau đây được công nhận:
Charinidae Weygoldt, 1996
- Catageus Thorell, 1889 (1 species)
- Charinus Simon, 1892 (33 species)
- Sarax Simon, 1892 (10 species)

Charontidae Simon, 1892
- Charon Karsch, 1879 (5 species)

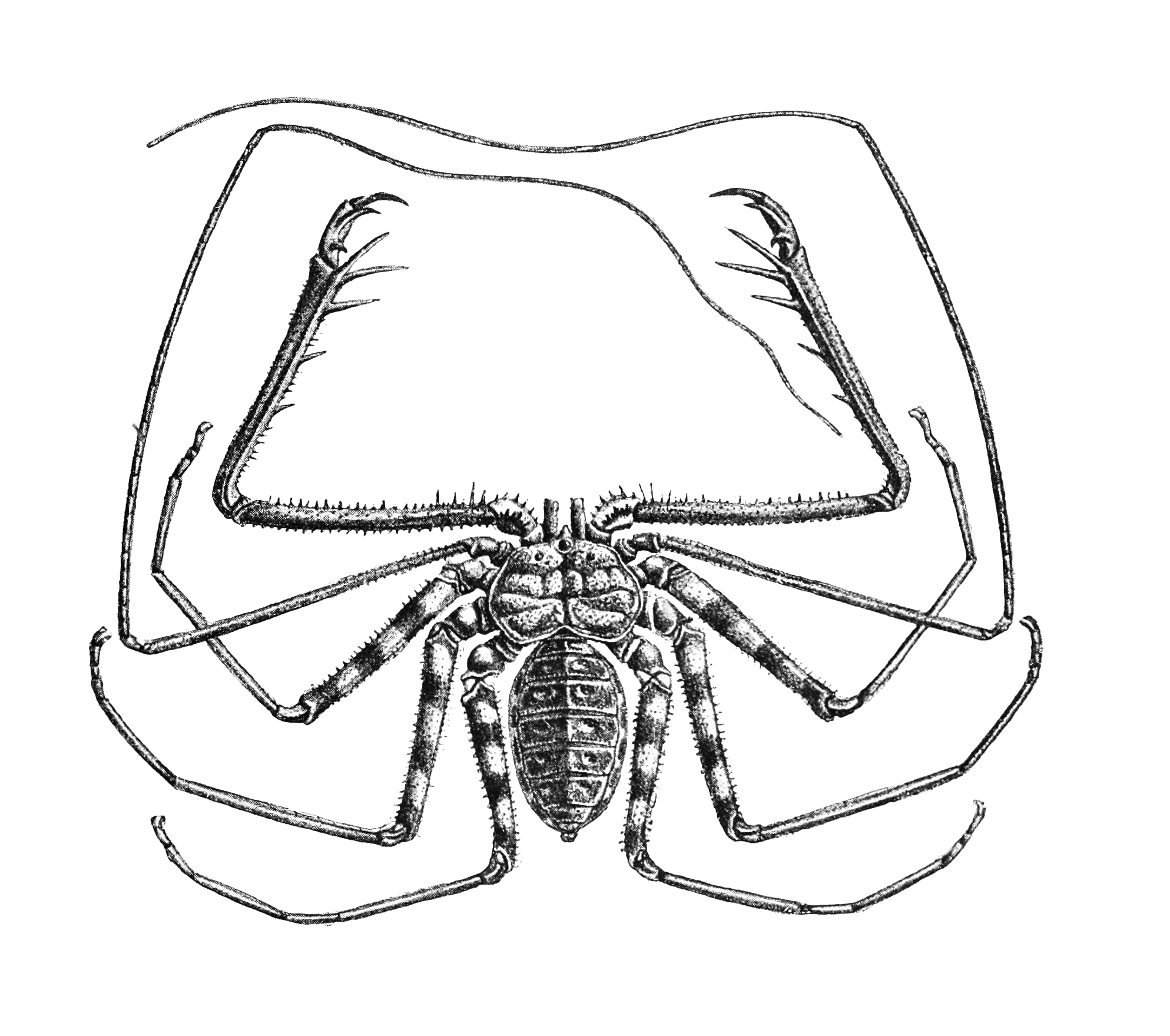
Damon johnstonii from Tây Phi

- Stygophrynus Kraepelin, 1895 (7 species)

Phrynichidae Simon, 1900
- Damon C. L. Koch, 1850 (10 species)
- Musicodamon Fage, 1939 (1 species)
- Phrynichodamon Weygoldt, 1996 (1 species)
- Euphrynichus Weygoldt, 1995 (2 species)
- Phrynichus Karsch, 1879 (16 species)
- Trichodamon Mello-Leitão, 1935 (2 species)
- Xerophrynus Weygoldt, 1996 (1 species)

Phrynidae Blanchard, 1852
- Heterophrynus Pocock, 1894 (14 species)
- Acanthophrynus Kraepelin, 1899 (1 species)
- †Electrophrynus Patrunkevich, 1971 (1 species; Late Oligocene – Early Miocene)
- Paraphrynus Moreno, 1940 (18 species)
- Phrynus Lamarck, 1801 (28 species, Oligocene - Recent)

Paracharontidae Weygoldt, 1996
- †Graeophonus Scudder, 1890 (2-3 species, Carboniferous)[2]
- Paracharon Hansen, 1921 (1 species)

incertae sedis
- † Sorellophrynus Harvey, 2002 (1 species, Upper Carboniferous)
- † Thelyphrynus Petrunkevich, 1913 (1 species, Upper Carboniferous)